# Shiny Happy People
Singles de R.E.M.
Losing My Religion
(1991) Near Wild Heaven
(1991)
Pistes de Out of Time
Endgame Belong
Shiny Happy People est une chanson du groupe de rock alternatif américain R.E.M., extrait de l'album Out of Time, sorti en 1991. Kate Pierson du groupe The B-52's originaire d'Athens, tout comme R.E.M., chante en duo avec Michael Stipe sur ce titre et apparaît également dans le clip vidéo.
Le classement le plus haut atteint par cette chanson est la 10e place au Billboard Hot 100, le quatrième et jusqu'à présent dernier titre de R.E.M. à atteindre la 10e position dans les hit-parades américains. Il a également atteint la 6e position aux UK Singles Chart, devenant ainsi la première chanson de R.E.M. à rentrer dans le top 10 en Angleterre et le seul à y entrer dans les deux pays. Bien que faisant partie du top 10, cette chanson n'apparaît pas dans le Best of du groupe de 2003 In Time, une décision délibérée de Michael Stipe, qui a avoué ne pas particulièrement aimer cette chanson (et même dit ironiquement la détester dans un épisode du talk show Space Ghost Coast to Coast).
Cette chanson a été enregistrée durant l'automne 1990, mais n'est pas sortie avant mai 1991 au Royaume-Uni et quatre mois plus tard aux États-Unis.
L'inspiration du titre Shiny Happy People par R.E.M. provient d'un poster intitulé « Shiny Happy People Holding Hands » (traduction : 'Des gens joyeux et étincelants se tenant par la main') de la propagande chinoise édité juste après le massacre de la place Tian'anmen,.
Cette chanson est apparue dans le film Fahrenheit 9/11 de Michael Moore lors de la visite de George H. W. Bush à la famille Al Saoud. Moore avait auparavant réalisé le clip vidéo de  la chanson All the Way to Reno (You're Gonna Be a Star) de R.E.M. Shiny Happy People a également été utilisée dans le film Troupe d'élite sorti en août 2007 et dans le film Marley et Moi sorti en décembre 2008.

## Sortie
Après la sortie de la chanson, l'acteur Denis Leary l'a attaquée lors d'un stand-up sur MTV (enregistré puis sorti sous le nom No Cure for Cancer par la suite).
« Je veux les gens brillants par ici et les gens heureux par là ! Je représente les putains de gens en colère, armés et qui mangent de la viande !… Assieds-toi et ferme-la, Michael. » (« […] I want the shiny people over here and the happy people over here! I represent angry, gun-toting, meat-eating fucking people!… Sit down and shut the fuck up, Michael. »). En 2005, le magazine Q inclut Shiny Happy People dans la liste des « 10 plus mauvaises chansons par de bons artistes ». En 2006, lors d'une rétrospective des chansons de l'été dans l'émission Freestyle de CBC Radio, Shiny Happy People est considérée comme étant la chanson de l'été 1991. En 2006 à nouveau, la chanson est à la première place sur la liste de AOL Music des « 111 chansons les plus « fleur bleue » de tous les temps » (« The 111 Wussiest Songs Of All Time »). Le magazine Blender, quant à lui, a classé la chanson en 35e position sur la liste des « 50 pires chansons de tous les temps ».

## Reprises
Le groupe a chanté une parodie de cette chanson dans 1, rue Sésame sous le titre Furry Happy Monsters. La voix féminine était alors interprétée par Stephanie D'Abruzzo de la comédie musicale Avenue Q. L'adaptation a été écrite par Christopher Cerf qui a changé les paroles de manière à les faire correspondre au contexte de la scène. La chanson a également été interprétée par l'orchestre philharmonique royal sans les paroles. Une reprise de la chanson apparaît dans le jeu vidéo Donkey Konga 2 sorti en 2004. La chanson est aussi réinterprétée dans le jeu vidéo Bioshock infinite. Une parodie en langue niçoise est également parue sur l'album de Zine "Cantar la vida cantar l'espoir" sous le titre de Benúros que luson.

## Liste des pistes
Toutes les chansons sont écrites par Bill Berry, Peter Buck, Mike Mills et Michael Stipe.

### 45 tours
1. Shiny Happy People - 3:45
2. Forty Second Song - 1:20

### 33 tours et CD
1. Shiny Happy People - 3:45
2. Forty Second Song - 1:20
3. Losing My Religion (live acoustic version)[A 1] - 4:36

### UKCollectors' EditionCD
1. Shiny Happy People - 3:45
2. I Remember California (live)[A 2] - 5:42
3. Get Up (live)[A 2] - 3:15
4. Pop Song '89 (live)[A 2] - 3:30

Notes
1. ↑  Enregistrée à la station de radio Rockline  le 1er avril 1991.
2. 1 2 3  Extrait du concert live Tourfilm.

## Classements
| Chart (1991)                          | Meilleure position |
| ------------------------------------- | ------------------ |
| Charts australiens                    | 19                 |
| Charts autrichiens                    | 14                 |
| Charts canadiens                      | 5                  |
| Charts hollandais                     | 13                 |
| Charts français                       | 10                 |
| Charts allemands                      | 10                 |
| Charts irlandais                      | 2                  |
| Charts suédois                        | 14                 |
| UK Singles Chart                      | 6                  |
| U.S. Billboard Hot 100                | 10                 |
| U.S. Billboard Modern Rock Tracks     | 8                  |
| U.S. Billboard Mainstream Rock Tracks | 3                  |

## Clip
Le clip est réalisé par Katherine Dieckmann et chorégraphié par Diane Martel.